# 鈴木達也 (俳優)
鈴木 達也（すずき たつや、1995年5月21日 - ）は日本の俳優である。舞夢プロ所属。
テニス・ピアノ・ギターが趣味、特技。
短所は人見知り。
長所は明朗。
アニメやゲームも趣味。

## 出演

### 映画
- 風の残響（2004年） - 本間晃治 役
- 奇談（2005年）
- 狼少女（2005年） - 主演・大田明 役
- 講談少年パパンパン（2006年） - 源原智明 役
- 天まであがれ!!（2006年） - 主演・鈴木天馬 役
- YOSHIMOTO DIRECTOR'S 100 〜100人が映画撮りました〜「secondhand」（2007年） - 主演・ケイスケ 役
- 百万円と苦虫女（2008年7月） - 真吾 役
- 青い鳥 (2008年の映画) - 梅田光太郎 役
- 漫画誕生 - 内務省職員 役
- レンタル×ファミリー
- シュナイドマンの憂鬱（2024年）[1]

### テレビドラマ
- 金曜時代劇 御宿かわせみ（NHK総合テレビ） - 丁稚 役
- 星に願いを〜七畳間で生まれた410万の星〜（2005年、フジテレビ） - 富山少年 役
- 木曜時代劇 ちいさこべ（2006年、NHK総合テレビ） - 菊二 役
- その5分前〜逃げろメロス〜（2006年、NHK総合テレビ） - 達也 役
- ドラマ30 ママの神様（2008年、TBS） - 田中誠 役
- チャレンジド〜卒業〜 前後編（2011年、NHK総合テレビ） - 谷田部好 役
- それってパクリじゃないですか? 第5話（2023年5月10日、日本テレビ） - 特許庁の職員 役

### CM
- ハウス食品 完熟トマトのハヤシソース
- インフォマーシャル evio

### ラジオドラマ
- 秋元康のドラマティックドライブ〜いつも誰かと〜 第12話「懐かしい息子へ」（TBSラジオ）

### WEB
- Another Story 探偵事務所5 1st Season〜川﨑少年探偵団〜（2005年） - イチロー 役
- Another Story 探偵事務所5 2nd Season〜君の瞳に恋してる!?〜（2005年） - イチロー 役
- ピクニックの準備 第9話 ひみつ（2006年） - 裕也 役

### 舞台
- ミュージカル『テニスの王子様』4thシーズン 青学vs六角（2023年） - テニミュボーイズ[2]
- ミュージカル『黒執事』〜寄宿学校の秘密 2024〜（2024年） - デリック・アーデン 役[3]

### その他
- 現代畸聞録 怪異百物語（声優）
- 愛知万博 キッズアニメーション（2005年） - 主人公・学 役（声優）